# Limnophila bryanti
Limnophila bryanti là một loài ruồi trong họ Limoniidae. Chúng phân bố ở miền Tân bắc.